# Hullámok (film, 2019)
A Hullámok (eredeti cím: Waves) 2019-ben bemutatott amerikai filmdráma, amelyet Trey Edward Shults írt, rendezett és készített. A főbb szerepekben Kelvin Harrison Jr., Taylor Russell, Lucas Hedges, Alexa Demie, Renée Elise Goldsberry és Sterling K. Brown látható.
Világpremierje 2019. augusztus 30-án volt a Telluride Filmfesztiválon, majd az Amerikai Egyesült Államokban 2019. november 15-én mutatták be az A24 forgalmazásában. Magyarországon az HBO Max mutatta be 2025. augusztus 9-én. Általánosságban pozitív visszajelzéseket kapott a kritikusoktól, dicsérve a színészi alakításokat (különösen Harrison, Russell és Brown játékát), a operatőri munkát és Shults rendezését.

## Cselekmény
Tyler Williams egy népszerű középiskolás, aki a birkózócsapat tagja. Az iskolán kívül gyakran a barátaival bulizik és barátnőjével, Alexis Lopezzel tölti szabadidejét, de domináns apja, Ronald rendszeresen arra ösztönzi, hogy jobb teljesítményt nyújtson. A suliban és otthon senki sem tudja Tyler 5. fokú SLAP-szakadását, amit titokban tart a családja és a csapata előtt, miközben az apja fájdalomcsillapítóit lopkodja. Orvosa ajánlása ellenére Tyler továbbra is versenyez, mígnem egy mérkőzés során erőteljesen a vállára esik, ami helyrehozhatatlan károsodást okoz, és véget vet a szezonjának, valamint a karrierjének. A fiú élete még bonyolultabbá válik, amikor SMS-t kap Alexistől, aki elárulja; késik a menstruációja, ami azt jelenti, hogy terhes. Tyler elviszi abortuszra a lányt, de amikor a klinika előtt életvédő tüntetőkkel találkoznak, Alexis fontolóra veszi, hogy kihordja a gyermeket. Tyler nem akar szülő lenni ilyen fiatalon. Alexis szomorú és dühös lesz, mert Tyler nem veszi figyelembe az érzéseit, majd egyedül hazamegy.
Tyler kétségbeesetten elkezd sokat inni és drogozni a barátaival tartott bulikon. Végül üzenetet küld Alexisnek, aki hajlandó helyrehozni a kapcsolatukat. Alexis elmondja Tylernek, a családja támogatásával úgy döntött, hogy megtartja a gyereket, de amikor Tyler személyesen akar beszélni, Alexis szakít vele és letiltja a számát, ami miatt Tyler dühben tönkreteszi a szobáját. A suli „Maverick Ball” estéjén a büntetésben lévő Tyler fellép az Instagramra, és meglát egy fotót, amelyen Alexis egy másik fiúval pózol. Ekkor drogot vesz be, és megpróbál elmenni otthonról, de összefut mostohaanyjával, Catherine-nel. Ronald megpróbálja enyhíteni a helyzetet, viszont a drog és a düh által teljesen irányított fiú a földre löki apját, és elmenekül.
Alexis a távolból észreveszi Tyler érkezését, de nem szól semmit. Tyler sokat iszik, követi Alexist a garázsba, és megkérdezi tőle, lefeküdt-e a fiúval, és ivott-e a terhessége alatt. Alexis azt állítja, a fiú, akivel volt, a legjobb meleg barátja, és a barátai számára hozta az alkoholt; a vitájuk fizikai erőszakba torkollik, amikor Alexis megpofozza Tylert, ő pedig hátba üti, amitől a lány a földre esik és beveri a fejét. Tyler rémülten elmenekül, miután egy lány belép a garázsba, és tanúja lesz a jelenetnek. Ronald nem sokkal később megérkezik és megtalálja Emily-t. Tyler hazamegy, majd megpróbál gyalog elmenekülni. Azonban a rendőrség hamarosan elfogja és letartóztatja. A mentősök megpróbálják újraéleszteni Alexist, de a lány belehal sérüléseibe.
Bár Tyler bűnösnek vallotta magát, másodfokú gyilkosságért életfogytiglani börtönbüntetésre ítélték, 30 év után feltételes szabadlábra helyezés lehetőségével. Emily és testvére iránti gyűlöletkeltő üzenetek, illetve Alexis régi fiókjára érkező támogatások miatt a gyászoló Emily inaktiválja közösségi média fiókjait. Egy nap, iskola után, Luke, egy ügyetlen, de kedves osztálytársa (Tyler birkózótársa is volt), megszólítja. Luke meghívja ebédre, és elkezdenek randizni. Emily kezd megnyílni Luke és osztálytársai előtt, és velük együtt vesz részt iskolán kívüli tevékenységekben, például lamantinokkal való úszásban. Eközben Emily hallja, ahogy Ronald és Catherine Tyler miatt veszekednek. Ronald Catherine-t hibáztatja, mert nem volt jelen az ő és Emily életében, míg Catherine Ronaldot vádolja a Tyler felé való túlzott nyomásgyakorlás miatt. A horgászat során folytatott beszélgetésük során Emily elárulja Ronaldnak, bűntudatot érez, mert tudta, hogy megakadályozhatta volna Tyler tettét, és gyűlöli őt azért, amit tett. Ronald azt tanácsolja neki, ne tápláljon haragot a testvére iránt, és bármi is történjék, ő mindkettőjüket szereti. A két testvér végül kibékül.
Időközben Emily és Luke egyre közelebb kerülnek egymáshoz. Emily megtudja Luke-tól, hogy az apja, akitől elhidegült és aki bántalmazta, rákban haldoklik. A lány sürgeti kezdi, hogy a hátralévő ideje alatt próbáljon meg kibékülni vele, mivel Emily és Tyler édesanyja fiatal korukban túladagolásban meghalt. Mindketten elutaznak Columbiába (Missouri) Luke apjához; amikor a férfi meglátja fiát, lelkileg felvidul. Hosszabb ideig él, mint várták, de egyik napról a másikra meghal. Emily vigasztalja a gyászoló Luke-ot a visszaúton Miamiba, míg Catherine meglátogatja Tylert a börtönben; Alexis szülei gyászolnak, Ronald pedig újra összejön Catherine-nel. Nem sokkal azután, hogy hazaérkezett, Emily kerékpározik egy üres utcán, felemelve a kezét a kormányról, miután megtalálta a békét.

## Szereplők
| Szerep             | Színész                | Magyar hang          | Leírás                                    |
| ------------------ | ---------------------- | -------------------- | ----------------------------------------- |
| Tyler Williams     | Kelvin Harrison Jr.    | Gacsal Ádám          | középiskolás végzős és birkózó            |
| Emily Williams     | Taylor Russell         | Vadász Laura         | Tyler húga                                |
| Ronald Williams    | Sterling K. Brown      | Csík Csaba Krisztián | Tyler és Emily apja                       |
| Luke               | Lucas Hedges           | Czető Roland         | Tyler egyik csapattársa és Emily szerelme |
| Catherine Williams | Renée Elise Goldsberry | Kelemen Kata         | Tyler és Emily mostohaanyja               |
| Alexis Lopez       | Alexa Demie            | Csifó Dorina         | Tyler barátnője                           |
| Bobby Lopez        | Clifton Collins Jr.    | Nem szólal meg       | Alexis apja                               |
| Elena Lopez        | Vivi Pineda            |                      | Alexis anyja                              |
| Bill               | Neal Huff              |                      | Luke apja                                 |
| Wise edző          | Bill Wise              |                      | Tyler edzője                              |
| Ryan               | David Garelik          |                      | Tyler egyik barátja                       |
| Wally              | Ruben E.A. Brown       |                      |                                           |
| Mr. Stanley        | Harmony Korine         |                      |                                           |
| angol tanár        | Krisha Fairchild       |                      |                                           |

### Magyar változat
- Magyar szöveg: Petőcz István
- Hangmérnök: Soltész Márton és Kis Pál
- Vágó: Kis Pál
- Gyártásvezető: Farkas Márta
- Szinkronrendező: Nikodém Gerda
- Produkciós vezető: Fodor Eszter

A szinkront a MAHIR Szinkron Kft. készítette el.

## A film készítése
Kevin Turen és James Wilson voltak a film producerei, az A24 pedig gyártotta és forgalmazta a filmet, Trey Edward Shults rendezésében és produceri közreműködésével, a saját maga által írt forgatókönyv alapján.
Adam White (The Independent) szerint Shults a forgatókönyv írásakor nem képzelt el konkrét faji hovatartozást a család számára, és csak azután kerültek bele a történetbe a szereplők rasszára utaló elemek, hogy fekete színészeket választottak a szerepekre. Sterling K. Brown a Variety-nek így nyilatkozott: „Még soha nem láttam olyan közép- vagy felső-középosztálybeli fekete családot, amely olyan problémákkal küzd, mint [a család] ebben a filmben.”
Demie javasolta egy jelenet beillesztését, amelyben Alexis és Emily egy mosdóban találkoznak, és a jelenet a fókusz áthelyezését sugallja az egyik nőről a másikra. Lauren McCarthy (Nylon) szerint a filmnek „együttműködő jellegű” stílusa volt.
Demie elmondta, hogy a nyitó autóvezetős jelenet felvétele olyan érzést keltett, mintha a forgatócsoport nem is lett volna jelen. Hozzátette, hogy Alexis – összehasonlítva a másik, általa alakított karakterrel, Maddy Perezzel az Eufóriából – „sokkal erősebb, mindig visszavág, és határokat szab.”

### Szereplőválogatás
2018 júliusában bejelentették, hogy Lucas Hedges, Sterling K. Brown, Kelvin Harrison Jr. és Taylor Russell csatlakozott a szereplőgárdához. 2018 augusztusában Alexa Demie is csatlakozott a stábhoz.

### Forgatás
A forgatás 2018. július 9-én kezdődött Broward megyében és Key Biscayne-ben (Florida). A forgatás egy része Hollywoodban is zajlott.

## Bemutató
A Hullámok világpremierje 2019. augusztus 30-án volt a Telluride Filmfesztiválon. 2019. szeptember 10-én vetítették a Torontói Nemzetközi Filmfesztiválon. 2019. november 15-én jelent meg New Yorkban és Los Angelesben, majd a következő héten az Amerikai Egyesült Államok nagyobb városaiba is eljutott, december 6-án pedig országos forgalmazásba került. Szeptemberben a Focus Features megszerezte a film nemzetközi forgalmazási jogait, kivéve Kanadát, Kínát és Japánt.